# Pakt proti Kominterně

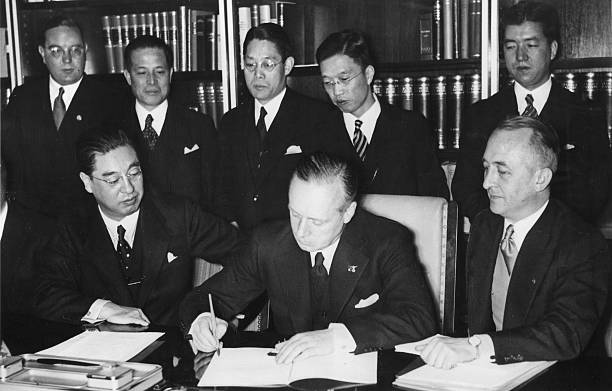
Velvyslanec Kintomo Mushanokōji a Joachim von Ribbentrop podepisují Pakt proti Kominterně.

Pakt proti Kominterně (Komunistické internacionále) byl pakt uzavřený 25. listopadu 1936 v Berlíně mezi
- Třetí říší a
- Japonskem.
- Zhruba o rok později 6. listopadu 1937 se k paktu připojila i Itálie.

Za Německo podepsal Joachim von Ribbentrop, za Japonsko vyslanec Mušanokódži Kintomo.
Na dobu pěti let se obě země zavázaly společně bojovat proti komunistické propagandě (z důvodu zachování vztahů se SSSR ne přímo proti socialistickému státu). V tajném dodatku se pak dohodly, že v případě útoku jednoho ze signatářů na SSSR zachovají neutralitu a neuzavřou se Sovětským svazem žádné smlouvy, které by odporovaly duchu paktu.
V roce 1941 byl pakt prodloužen o dalších šest let a připojilo se k němu dalších třináct signatářů:
- Především němečtí spojenci a satelity: Maďarsko, Rumunsko, Slovensko, Bulharsko, Chorvatsko, Dánsko, Finsko, Španělsko a dvě japonské loutkové vlády: Mandžusko a Čína.

## Státy Paktu proti Kominterně

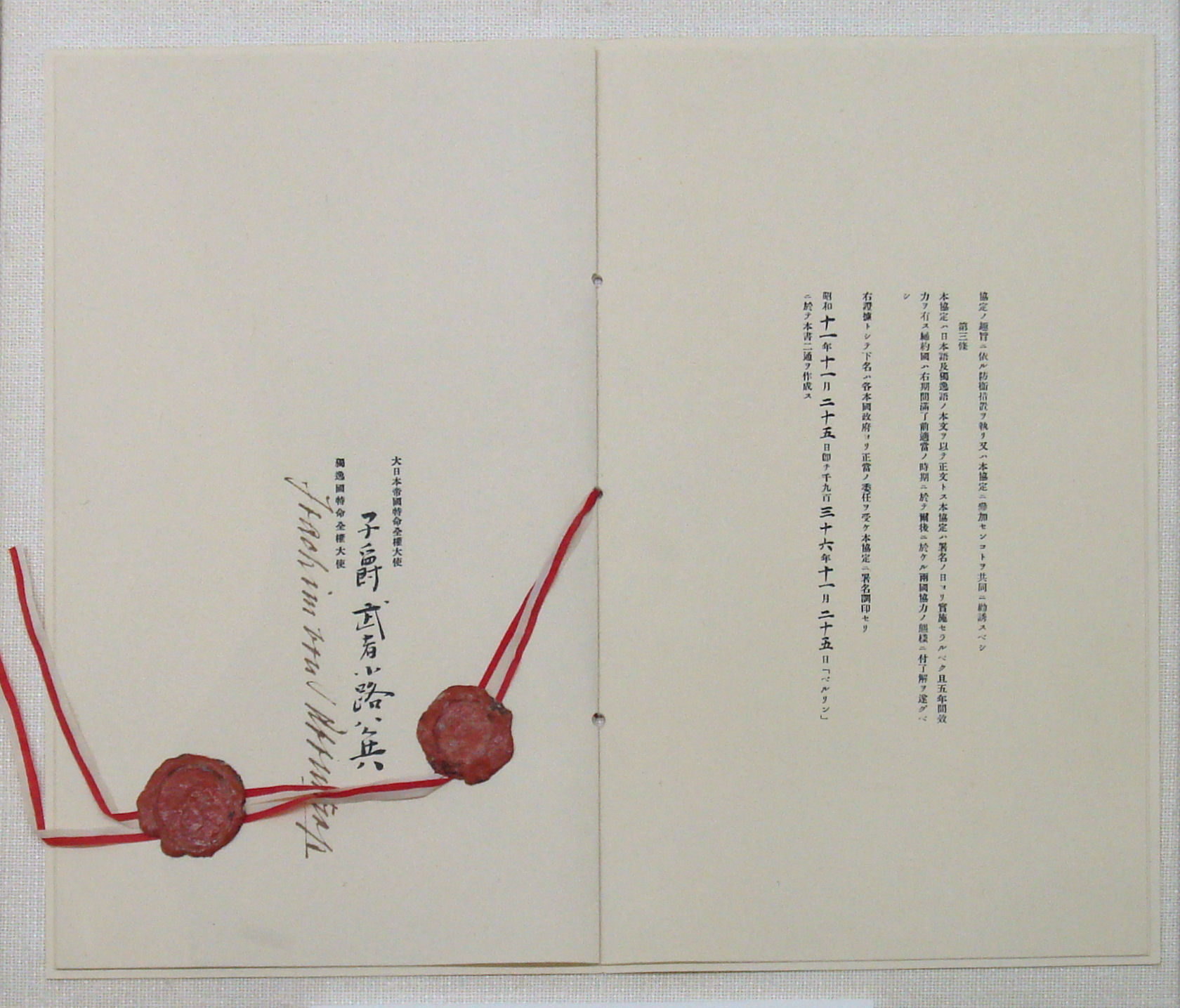
Německo-japonská smlouva o paktu proti Kominterně z 25. listopadu 1936

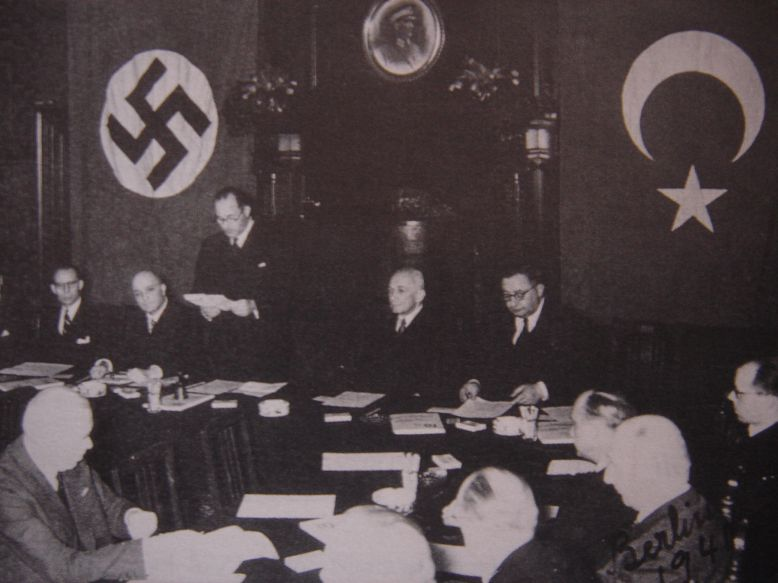
Turecko se přidalo k paktu jako pozorovatel 18. června 1941

### Signatáři
- Německo
- Japonsko

### Členové
- Itálie (od 1937)
- Mandžukuo (od 1939)
- Španělsko (od 1939)
- Maďarsko (od 1939)
- Finsko (od 1941)
- Chorvatsko (od 1941)
- Bulharsko (od 1941)
- Rumunsko (od 1941)
- Slovensko (od 1941)
- Dánsko (od 1941)
- Čína-Nanking (od 1941)

### Pozorovatelé
- Turecko (od 1941)